# Isa Tutino Vercelloni
Isa Tutino Vercelloni (Tregnago, 19 maggio 1934) è una scrittrice e giornalista italiana.

## Biografia
Isa Tutino Vercelloni nasce nel 1934, giornalista e scrittrice, vive tra Milano, l'isola di Filicudi e Tregnago. Giornalista prima della rivista l'Espresso poi del quotidiano Corriere della Sera e infine per la Casa Editrice statunitense Condè Nast è direttore responsabile le riviste Antiques, Do Maggiore e per 24 anni (dal 1968 al 1992) Vogue Italia.  Dal 1992 al 2013, per lo spazio KRIZIA SpA, è responsabile per le scelte culturali.
Ha scritto diversi libri di moda dedicati alla storia della griffe, di design, d’architettura e di narrativa per adulti e ragazzi. Nel 1968, nella rivista per ragazzi Il Pioniere Noi Donne,  troviamo al n. 13 un suo racconto intitolato La Storia di Bastiano, il bambino venuta da Marte.

## Opere
- A tavola con L'Espresso. Isa Vercelloni. Ed. 1970[2]
- Isa Vercelloni, 1970-1980 : dal design al post-design. I migliori mobili, le lampade più belle degli ultimi dieci anni., Condé Nast, Il Libri Guida di Casa Vogue, 1980.
- Isa Vercelloni, Renato Cardazzo e Guido Ballo, Enzo Biagi e Gillo Dorfles, I nuovi arazzi di Missoni, Edizioni del Naviglio, 1981,  p. 36.
- (FR) Isa Vercelloni, Stules d'intérieur. Le choix de Casa Vogue., Payot, 1985.
- (EN) Isa Vercelloni, Styles of living: the best of Casa Vogue, Thames and Hudson, 1985, ISBN 978-0-500-01338-0.
- Isa Tutino Vercelloni, Vanni Pasca e Rainer Krause, La Mossa del Cavallo - Seitensprünge, Casa Vogue, Edizioni Condé Nast, 1986,  p. 42.
- (DE) Isa Vercelloni, Design und Dekor. Aussergewöhnliche Ideen für individuelles Wohnen - Tricia Guid., München, Mosaik, 1988.
- (EN) Pioneers of product design, 1. pr, Creo Corporation, 1994,  p. 166, ISBN 978-4-906371-50-1.
- Isa Tutino Vercelloni, Costruire per l'agricoltura. Storia, sperimentazione, ipotesi, Skira Editore – Gruppo Dioguardi, 1996.
- (EN) IsaTutino Vercelloni, Ottavio Missoni e Rosita Missoni, Missonologia: The World of Missoni, Electa [u.a.], 1995, ISBN 978-0-7892-0048-8.
- (IT, EN) Krizia, una storia, Skira, 1995,  p. 120, ISBN 978-88-8118-003-5.
- Isa Tutino Vercelloni, La storia del generale Tommaso: quello che non voleva mai fare la guerra, Babalibri, 2005, ISBN 978-88-8362-118-5.
- Guerra. Non chiudere gli occhi | Biblioteche di Padova, su bibliotechecivichepadova.it. URL consultato il 25 novembre 2023.
- (PL) Isa Tutino Vercelloni e Anna Chociej, Opowieść o generale Tomaszku, który nie chciał pójść na wojnę, Wydawnictwo Bona, 2012, ISBN 978-83-62836-23-9.